# Videogiochi del Punitore
Il personaggio anti-eroe della Marvel Comics il Punitore è comparso in numerosi videogiochi.

## Giochi da protagonista

### The Punisher(1990, NES)
Il gioco per Nintendo Entertainment System è stato prodotto da LJN Toys nel 1990. Il giocatore impersona il Punitore con visuale posizionata sopra la spalla. A New York, si dovrà battere con supercriminali e boss (il boss finale è Kingpin).

### The Punisher(1990, home computer)
Sempre nello stesso anno, The Edge ha prodotto una versione per Atari ST e Amiga. Si tratta di uno sparatutto in prima persona con un mirino su scene a schermo fisso.

### The Punisher(1990, MS-DOS)
MicroProse pubblicò The Punisher per MS-DOS che presenta tre diverse modalità di gioco: guida del van del Punitore (in prima persona), a piedi per le strade di New York (con vista dall'alto) e immersioni subacquee (con vista di lato).
Uscì anche l'espansione Eternity Disk con nuove missioni e un editor di livelli.

### The Punisher: The Ultimate Payback!(1991)
Un gioco della LJN per Game Boy con Mosaico come principale criminale e alcuni cameo di Spider-Man. Il gameplay è simile a Operation Wolf.

### The Punisher(1993)
Un videogioco arcade intitolato The Punisher è stato pubblicato nel 1993 da Capcom. Il gioco è un picchiaduro a scorrimento laterale simile a un altro gioco della stessa azienda, Final Fight, in cui il giocatore può controllare il Punitore o Nick Fury nella sua missione per uccidere Kingpin e impegnarsi contro in vari nemici in combattimento corpo a corpo, a volte utilizzando armi da fuoco. Una versione domestica sviluppata da Sculptured Software è stata pubblicata per Mega Drive/Genesis nel 1994.

### Il Punitore(2004)
Nel 2004 è uscito uno sparatutto in terza persona per varie piattaforme, esclusivamente per giocatori adulti pubblicato da Volition, Inc. La storia del gioco è una miscela del film The Punisher così come la miniserie del 2000 The Punisher, in cui il personaggio non ha avversione a commettere atti estremi (se non violenza gratuita). Thomas Jane, che ha interpretato il ruolo principale nel film Punisher del 2004, fornisce la voce al personaggio.

### The Punisher: No Mercy(2009)
Sparatutto in prima persona solo per PlayStation 3 sviluppato da Zen Studios e pubblicato da Sony Computer Entertainment il 2 luglio 2009, esclusivamente per la PlayStation Network. Il gioco include personaggi come Nick Fury, Dum Dum Dugan, Outlaw e Yelena Belova.

## Altri giochi

### Personaggio giocabile
- È un personaggio giocabile nel MMORPG Marvel Heroes (2013), doppiato da Marc Worden.
- Compare come personaggio sbloccabile nella quarta stagione incentrata sul PvP di Marvel: Avengers Alliance (2012), su Facebook.
- Una versione LEGO è sbloccabile in LEGO Marvel Super Heroes (2013), doppiato da Robin Atkin Downes.
- Il Punitore è presente nel gioco Marvel: Sfida dei campioni (2014), per iOS e Android.
- Presente in Marvel Future Fight.
- Giocabile in Marvel Puzzle Quest.
- Giocabile in Marvel Ultimate Alliance 3 tramite il DLC Curse Of The Vampire.[1]
- Giocabile in Marvel Rivals.

### Personaggio non giocabile
- Il Punitore compare nel gioco d'azione Spider-Man (2000) pubblicato da Activision, dove aiuta Spider-Man. La voce del Punitore è doppiata da Daran Norris.
- Il Punitore appare nel gioco di carte Marvel Tradin Card Game (2007) per PSP, DS e PC.
- Il personaggio è disponibile come contenuto scaricabile per il gioco LittleBigPlanet.
- Compare come costume alternativo per Capitan America in Ultimate Marvel vs. Capcom 3 (2011).